# Shobhna Samarth
Shobhna Samarth (Bombay, 17 november 1916 - Pune, 9 februari 2000) was een Indiaas actrice.

## Biografie
Samarth, die graag actrice wilde worden, maar uit protest van naar oom haar droom niet kon verwezenlijken, trouwde met filmregisseur Kumarsen Samarth en begon zo aan haar film carrière. Ze maakte haar debuut met de Marathi film Vilasi Ishwar, wat ook een Urdu versie kreeg. Daarop volgend was ze in overgrote deel in Hindi films te zien. Samarth was bij het publiek zeer geliefd in de rol van Devi Maa Sita, waardoor ze de rol vaker vertolkte gedurende haar carrière.
Haar moeder Rattan Bai was eenmalig als actrice te zien in de Marathi film Swarajyachya Seemewar (1938) als de moeder van Shivaji. Samarth is de moeder van actrices Tanuja en Nutan die zij introduceerde in de filmindustrie met de door haar zelf geregisseerde films Hamari Beti (1950) en Chhabili (1960). Ze is tevens de grootmoeder van acteurs Kajol, Tanishaa Mukerji en Mohnish Bahl.

## Filmografie
| Jaar | Film                     | Rol                    | Opmerking                |
| ---- | ------------------------ | ---------------------- | ------------------------ |
| 1935 | Vilasi Ishwar            | prinses Indira         | Marathi                  |
| 1935 | Nigah-e-Nafrat           | prinses Indira         | Urdu versie              |
| 1936 | Do Diwane                | Miss Rambha            |                          |
| 1936 | Be Kharab Jan            | Miss Rambha            | Gujarati versie          |
| 1937 | Kokila                   |                        |                          |
| 1938 | Nirala Hindustan         |                        |                          |
| 1939 | Sadhana                  |                        |                          |
| 1939 | Pati Patni               |                        |                          |
| 1939 | Kaun Kisi Ka             |                        |                          |
| 1940 | Apni Nagariya            | Sushila                |                          |
| 1940 | Saubhagya                |                        |                          |
| 1941 | Bambai Ki Sair           |                        |                          |
| 1941 | Gharjawai                |                        |                          |
| 1941 | Darpan                   |                        |                          |
| 1942 | Savera                   |                        |                          |
| 1942 | Bharat Bhet              |                        |                          |
| 1942 | Mata                     |                        |                          |
| 1942 | Baraat                   |                        |                          |
| 1942 | Swaminath                |                        |                          |
| 1942 | Shobha                   | lerares                |                          |
| 1942 | Bharat Milap             | Devi Maa Sita          |                          |
| 1943 | Vijay Lakshmi            |                        |                          |
| 1943 | Ram Rajya                | Devi Maa Sita/ Vandevi |                          |
| 1943 | Naukar                   | Nargis                 |                          |
| 1943 | Mahasati Ansuya          | Devi Maa Sita          |                          |
| 1944 | Insaan                   | zus van de professor   |                          |
| 1944 | Anban                    | Madhavi                |                          |
| 1944 | Nai Duniya               | Sadhana                |                          |
| 1945 | Veer Kunal               | Tishyarakshita         |                          |
| 1945 | Taramati                 |                        |                          |
| 1945 | Shri Krishn Arjun Yuddha |                        |                          |
| 1945 | Nala Damyanti            |                        |                          |
| 1946 | Urvashi                  | Devi Maa Sita          |                          |
| 1947 | Veerangana               |                        |                          |
| 1947 | Shahkar                  |                        |                          |
| 1947 | Sati Toral               |                        |                          |
| 1947 | Malika                   |                        |                          |
| 1948 | Rambaan                  | Devi Maa Sita          |                          |
| 1949 | Narasinh Avatar          | Kayadhu                |                          |
| 1949 | Ram Vivah                | Devi Maa Sita          |                          |
| 1950 | Janmashtami              |                        |                          |
| 1950 | Hamari Beti              | echtgenote             | ook regisseur            |
| 1951 | Ram Janma                | Devi Maa Sita          |                          |
| 1951 | Jai Mahalaxmi            |                        |                          |
| 1952 | Parbat                   |                        |                          |
| 1954 | Ramayan                  | Devi Maa Sita          |                          |
| 1955 | Insaniyat                | moeder van Mangal      |                          |
| 1956 | Bal Ramayan              | Devi Maa Sita          |                          |
| 1956 | Gokulkunda Ka Qudi       |                        |                          |
| 1959 | Keechak Vadh             |                        | Marathi Mahabharata film |
| 1960 | Love in Simla            | Mevr. Rajpal Singh     |                          |
| 1960 | Chhabili                 |                        | regisseur                |
| 1960 | Chhalia                  |                        |                          |
| 1965 | Nai Umar Ki Nai Fasal    |                        |                          |
| 1967 | Wahan Ke Log             | moeder van Rakesh      |                          |
| 1972 | Ek Bar Mooskura Do       |                        |                          |
| 1972 | Do Chor                  | Mevr. Vikram Singh     |                          |
| 1973 | Panitheeratha Veedu      |                        | Malayalam film           |
| 1979 | Janta Hawaldar           |                        |                          |
| 1980 | Esthappan                |                        | Malayalam film           |
| 1985 | Ghar Dwaar               | moeder van Dhanraj     |                          |